# Mountain Wilderness

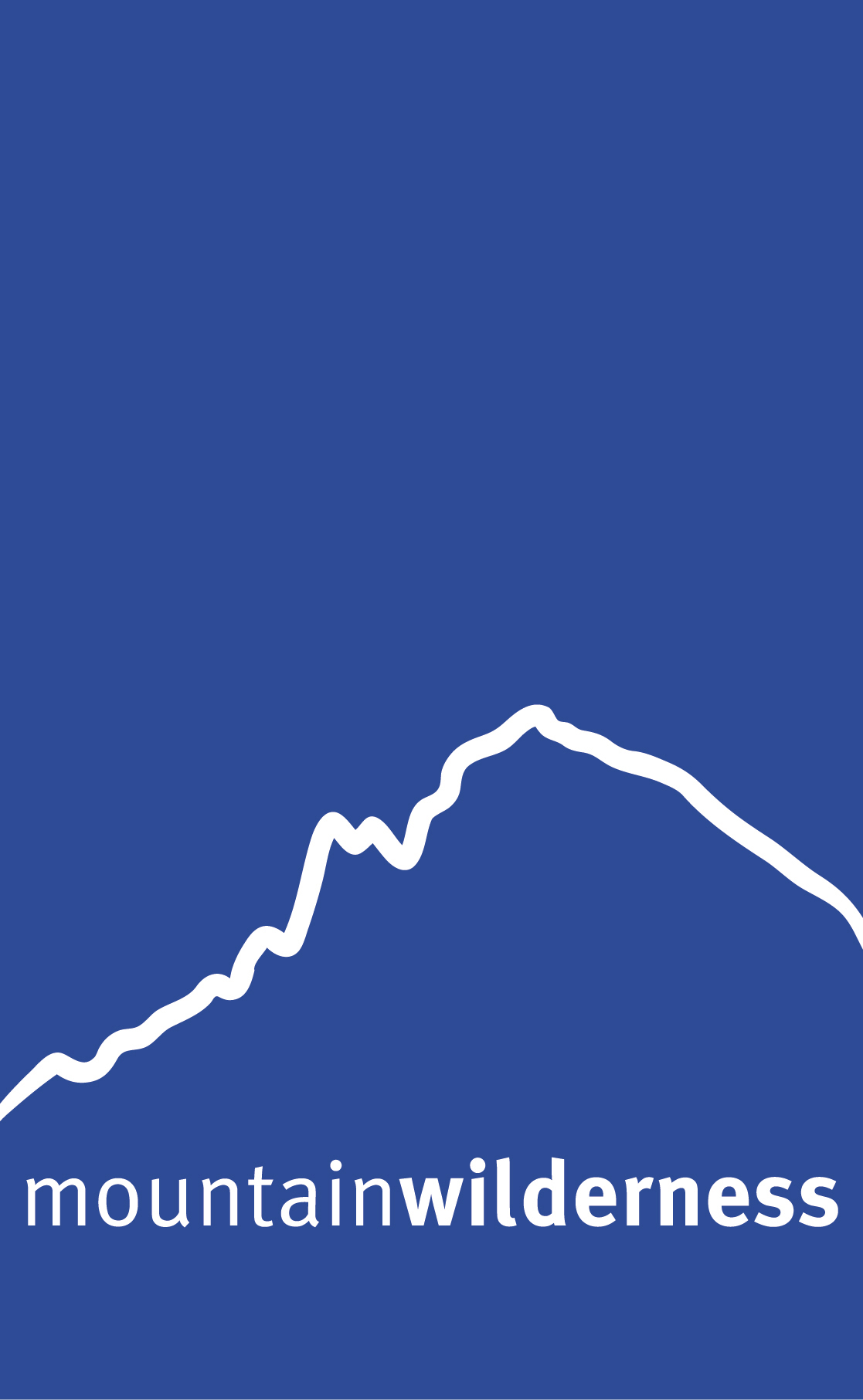

Mountain Wilderness is een internationale non-gouvermentele organisatie die is opgericht door bergbeklimmers. Mountain Wilderness is een wereldwijd netwerk, met vertegenwoordigers en activiteiten op alle continenten.

## Doelen
Mountain Wilderness deelt veel waarden en doelen van Alpinistenverenigingen en natuurbeschermingsorganisaties, maar richt zich voornamelijk op het behoud van authentieke natuurbelevingen. Beleving van uitgestrekte, robuuste en dynamische natuurgebieden, waar natuurlijke processen hun gang mogen gaan in een verantwoord evenwicht met de lokale bevolking. Mountain Wilderness werkt aan een wereld waarin de mens leeft in harmonie met de natuur, op drie complementaire manieren: 
- door het opzetten van activiteiten die zich richten op zelfredzaamheid, respect voor de natuur en een gedeeld gebruik van natuurgebieden.
- door verzet tegen agressieve activiteiten, zoals recreatieve off-road, -snowmobiling, heliskiën, en meer in het algemeen de commercialisering, overontwikkeling en exclusieve toe-eigening van natuurgebieden.
- door het ondersteunen en versterken van lokale organisaties om duurzaam gebruik te maken van de natuur op een zodanige manier dat de lokale bevolking er beter van wordt.

Avontuur, actie en verwondering zijn daarbij net zo essentieel als kennis.

## Geschiedenis
Mountain Wilderness is opgericht in 1987 in Biella (Italië) tijdens een internationale conferentie, geleid door enkele vooraanstaande Italiaanse bergsporters. Deze conferentie was het vervolg op een eerdere bijeenkomst van 8 augustus 1986 georganiseerd door de Italiaanse Studenten Alpen Vereniging. Deze was ter gelegenheid van de 200ste verjaardag van de eerste succesvolle beklimming van de Mont Blanc. Het tijdens deze bijeenkomst uitgegeven ‘manifest voor Mont Blanc’ werd ondertekend door een aantal bekende bergbeklimmers, zoals sir Chris Bonington, Yvon Chouinard, Reinhold Messner en Doug Scott. Dit manifest beroept zich op een fundamenteel menselijk recht op “vrije toegang tot gebieden waar avontuur beleefd kan worden”. De Biella conferentie trok een grote groep bergbeklimmers en intellectuelen vanuit de gehele wereld aan. Enkele van deze mensen (onder andere Haroun Tazieff, Kurt Diemberger, Jim Bridwell, John Hunt, Wanda Rutkiewicz) werden de oprichters en ambassadeurs van Mountain Wilderness. De "Biella theses", waarop de bovengenoemde missie is gebaseerd, is tijdens de bijeenkomst geschreven. 

## Activiteiten
Onderstaand worden enkele van de vele wereldwijde acties genoemd die zijn opgezet en geleid door Mountain Wilderness:
- Demonstratie bij Pointe Helbronner op 16 augustus 1986 tegen de Vallée Blanche gondellift. Een lift die de Vallée Blanche doorsnijdt van Aiguille du Midi tot de bergtop van Géant boven Courmayeur. De lift ontsiert op indringende wijze het hart van het Mont Blanc massief, een wildernis gebied met ongekende symbolische en culturele betekenis voor Europa. Tijdens de demonstratie klom Reinhold Messner op een van de lifttorens om een protest spandoek op te hangen. Ondanks dat Mountain Wilderness nog opgericht moest worden toen deze actie plaatsvond werd het later als officieel startpunt van de stichting gezien. Deze spectaculaire actie geeft niet het huidige gezicht van de stichting weer; alle acties van Mountain Wildernis verlopen vreedzaam en hebben tot doel om mensen het belang van wildernis te laten begrijpen en te zorgen dat hiernaar wordt gehandeld.
- “Free K2” expeditie georganiseerd in 1990 op de K2, de tweede hoogste berg in de wereld, om alle vaste touwen en afgedankt materiaal te verwijderen die andere ‘niet zo omgevingsbewuste’ bergbeklimmers hadden achtergelaten tijdens de beklimming.
- Campagne om de Mount Olympus in Griekenland te beschermen tegen een omvangrijke projectontwikkeling. Een manifest was uitgegeven tegen het eind van 1993 en een internationale petitie werd ondertekend door intellectuelen en schrijvers van over de gehele wereld, waaronder vijf Nobelprijswinnaars. Het project werd in 1995 stilgelegd en ging uiteindelijk niet door nadat de petitie bij de Griekse regering was ingediend.
- Oxus-bergen voor vrede. Na de val van het Taliban-regime in 2001, organiseerde Mountain Wilderness in 2003 een expeditie met de intentie om het Afghaanse Hindu Kush gebied te heropenen. In het verleden was dit een populaire bestemming voor avontuurlijk toerisme zoals:  bergbeklimmen, trektochten, natuurwandelingen, wild spotten. De intentie van deze expeditie  was naast de zorg voor het milieu een humanitaire. Namelijk het genereren van inkomsten voor de aller armsten in de valleien en te zorgen voor sociaal-economische verbeteringen. Leden van de expeditie waren bergbeklimmers uit Frankrijk, Italië, Spanje, Slovenië en Zwitserland. Ze bereikten als eerste in 25 jaar de top van de hoogste berg in Afghanistan, de Noshaq (7492 m). Tijdens de expeditie werd een documentaire opgenomen “The Lapis lazuli Horse”, met in de hoofdrol 3 jonge dappere meisjes.  In het jaar ’05 en ’06 werden, op verzoek van het Afghaanse ministerie in Kabul, twee zeer succesvolle cursussen duurzaam alpinisme gegeven.
- Mountain Wilderness Zwitserland en Duitsland organiseren in 2003 en 2004 schoonmaak expedities op de berg Kazbek, in de Georgische Kaukasus.

## Ambassadeurs
Ambassadeurs van Mountain Wilderness zijn intellectuelen, schrijvers, bergbeklimmers, reizigers die door hun handelen, levenswandel en betrokkenheid met berggebieden de kernwaarden van Mountain Wilderness onderschrijven. Zij spelen een belangrijke rol als internationale vertegenwoordigers en adviseurs van de stichting Mountain Wilderness. 
De ambassadeurs die gekozen zijn tijdens de laatste Algemene Vergadering die mei 2010 plaatsvond in Finhaut Zwitserland zijn: Bernard Amy (Frankrijk), Núria Balagué (Catalonië, ES), Bernard Batschelet (Zwitserland), Edwin Bernbaum (VS), Andrea Bianchi (Zwitserland), Sir Chris Bonington (Engeland), Fausto De Stefani (Italië), Kurt Diemberger (Oostenrijk), Patrick Gabarrou (Frankrijk) Maurizio Giordani (Italië), Richard Goedeke (Duitsland), Alessandro Gogna (Italië), Paulo Grobel (Frankrijk), Victor Groselj (Slovenië, SL), François Labande (Frankrijk), Franco Michieli (Italië), Nicole Niquille (Zwitserland, CH), Olivier Paulin (Frankrijk), Carlo Alberto Pinelli (Italië) (voorheen de internationale coördinator), Jordi Quera(de huidige internationale coördinator)(Catalonië, ES), Ludovico Sella (Italië), Josep Sicart (Catalonië, ES), Patrick Wagnon (Frankrijk).
Enkele eerdere ambassadeurs van Mountain Wilderness zijn: Sir Edmund Hillary (hij was tijdens zijn leven ere voorzitter van Mountain Wilderness, nu opgevolgd door Sir Chris Bonington), Lord John Hunt (Engeland), Reinhold Messner (Italië), Jean-Christophe Lafaille (Frankrijk), Haroun Tazieff (Frankrijk), Wanda Rutkiewicz (Polen) en Jim Bridwell (VS).